# Качан, Константин Иванович
Константи́н Ива́нович Кача́н (род. 4 марта 1950, д. Лавришево, Гродненская область) — белорусский художник. Член Белорусского Союза художников (1987).

## Биография
Родился 4 марта 1950 года в деревне Лавришево Гродненской области (Белорусская ССР). В 1975 году закончил физический факультет БГУ. С 1977 по 1980 годы был вольнослушателем Белорусского театрально-художественного института, брал уроки живописи.
Участвует в  художественных выставках с 1980 года. Работает в станковой живописи в жанрах натюрморта, пейзажа. 
Является членом Белорусского Союза художников с 1987 года. 
Работы художника находятся в Национальном художественном музее Беларуси, фондах Белорусского Союза художников, Министерства культуры России, в Третьяковской галерее, в Музее современного изобразительного искусства в Минске, Белорусском музее народной архитектуры и быта, Гродненском историко-археологическом музее, Музее Адама Мицкевича в Новогрудке.

## Деятельность
20 июня 2014 года в историческом центре Новогрудка, в здании, выстроенном по проекту архитектора Леонтия Зданевича, была открыта персональная картинная галерея Константина Качана, включающая два выставочных зала и мастерскую художника. В церемонии открытия принимали участие премьер-министр Республики Беларусь Михаил Мясникович, министр культуры Борис Светлов, генеральный директор Национального художественного музея Владимир Прокопцов, председатель Белорусского Союза художников Григорий Ситница и другие высокопоставленные лица.